# توماس والتر
توماس والتر (1740-1789) (بالإنجليزية: Thomas Walter)‏ هو عالم نبات أمريكي.